# Jan Lasocki (zm. 1558)
Jan Lasocki z Brzezin herbu Dołęga (zm. 1558) – podkomorzy dobrzyński
w latach 1545–1556, wojski nurski w latach 1533–1556.
Poseł na sejm piotrkowski 1533 roku z ziemi dobrzyńskiej.